# Narges Mohammadi
Narges Mohammadi (født 21. april 1972 i Zanjan, Iran) er en iransk menneskerettighedsaktivist, der arbejder mod undertrykkelse af kvinder og for frihed, menneskerettigheder og demokrati i Iran. Det blev annonceret 6. oktober 2023, at hun var årets modtager af Nobels Fredspris. Hun kan dog ikke selv modtage prisen, da hun er fængslet i Evin-fængslet. Hun har tidligere vundet andre priser for sit arbejde for menneskerettigheder.
En talsmand for Irans udenrigsministerium udtaler, at Iran fordømmer "dette forudindtagede og politiske træk" og at prisen er givet til en person, der "er dømt for gentagne overtrædelser af loven og kriminelle handlinger".

## Protester og domme
Hun er gennem årene blevet anholdt 13 gange og idømt samlet 31 års fængsel og 134 piskeslag i sine kampe for ligestilling, demokrati og for at protestere mod dødsstraf. Hun blev første gang arresteret i 1998, fordi hun protesterede mod det iranske præstestyre. I 2011 blev hun dømt for aktivisme mod den nationale sikkerhed og for propaganda mod styret. I 2015 for at protestere mod dødsstraf og udfordre den nationale sikkerhed, efter et interview med udenlandske medier og for at mødes med Catherine Ashton, der var udenrigschef for EU. Efter sin løsladelse i 2020 deltog hun straks i protester mod undertrykkelse og censur. Hun har også protesteret mod overgreb, herunder af seksuel karakter, mod kvinder i iranske fængler. I 2021 blev hun dømt for at sprede propaganda mod styret. I vinteren 2022/23 fik hun smuglet to rapporter ud af fængslet om mishandlingen af kvinder i iranske fængsler.

## Privat
Hun er gift med den politiske aktivist Taghi Rahmani, der pr. 2023 bor i eksil i Paris med deres to børn (tvillinger).